# Wolfsputten (België)
De Wolfsputten is een natuurgebied en natuurreservaat in de Belgische gemeente Dilbeek. Door zijn omvang, zijn soortenrijkdom, zijn geologische structuur en zijn rijke geschiedenis hoort het gebied tot de meest belangwekkende in Vlaanderen.

## Ligging
De Wolfsputten strekken zich uit ten noorden van het Cultureel Centrum Westrand en is omsloten door de d'Arconatistraat, de Kloosterstraat, de Dansaertlaan en de Stationsstraat. Het gebied beslaat zowat 90 ha. De Wolfsputten zijn toegankelijk via een paar officiële voetwegen.

## Geschiedenis
Vanaf de 12de eeuw behoorde het gebied aan de abdij van Groot-Bijgaarden. Deze benedictessenabdij, gelegen ten noorden van de Wolfsputten, verkreeg de gronden door schenkingen van het Huis van Aa uit Anderlecht. De meeste landerijen waren akkerland, verdeeld door hagen. Kleine bosjes begrensden het gebied.
In het zuiden komt een 15de-eeuwse groeve voor ("het Steenwerc van Dyelbeke"). Hieruit werd de kalksteenhoudende zandsteen gewonnen, de zogenaamde Lediaan, waarmee tal van bouwwerken werden opgetrokken in de omgeving. Naast enkele lokale gebouwen (Sint-Ambrosiuskerk te Dilbeek, Sint-Pieterskerk te Itterbeek) zijn ook onder andere Kathedraal van Sint-Michiel en Sint-Goedele in Brussel de Sint-Baafskathedraal in Gent, het stadhuis van Leuven en het stadhuis van Brussel opgetrokken in Dilbeekse steen.

## Natuurwaarde
De Wolfsputten bieden een rijke variatie aan biotopen: bossen, graslanden, ruigten en akkers in allerlei gradaties van vochtigheid en voedselrijkdom. De kalkrijke bronnen in het zuiden van het gebied zorgen voor een heel specifieke flora in de centrale beekvallei. Er leeft een grote verscheidenheid van fauna en flora. Door de kalktuf (neerslag van kalksteen) vindt men er de beschermde wijngaardslak, de kristalslak en de drietanddwergslak. Er groeien daslook, wilde narcis en bosereprijs, gele lis, dotterbloem en reuzenpaardenstaart. Ook de grote bonte specht, de kleine karekiet en de Europese kanarie en bosuil vinden er hun thuis.
De belangrijkste biotopen met enkele bijzondere plantensoorten:
- bronbos: reuzenpaardestaart, daslook, bosrank, bronkruid
- poel: zanichellia, grote boterbloem, grote waterweegbree
- eiken-haagbeukenbos: boshyacint, narcis, bosanemoon, kamperfoelie, salomonszegel
- elzenbroek: keverorchis, eenbes, ruwe iep, valeriaan, slanke sleutelbloem, ruig klokje
- berkenbos: adelaarsvaren, bosviooltje, kleine maagdenpalm
- doornstruwelen: sleedoorn
- droge graslanden: kruidvlier, jacobskruiskruid, gele morgenster, gevlekte orchis
- vochtige graslanden: echte koekoeksbloem, blauwe water-ereprijs, wolfspoot, gele lis

Op de inventaris van de Wolfsputten prijken 335 plantensoorten, 76 vogelsoorten, 37 soorten slakken en 16 soorten zoogdieren.

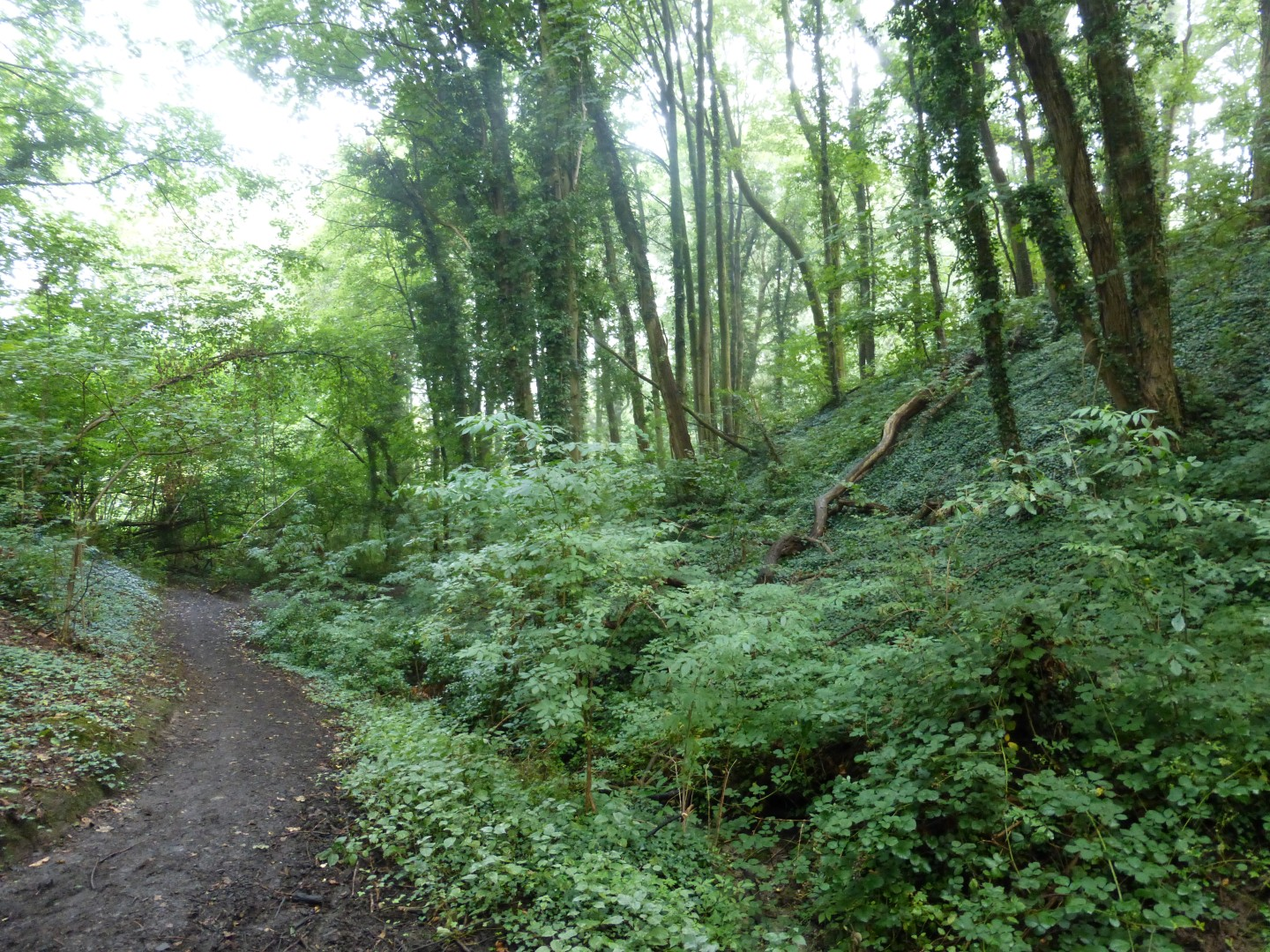
Diep ingesneden bronbeek
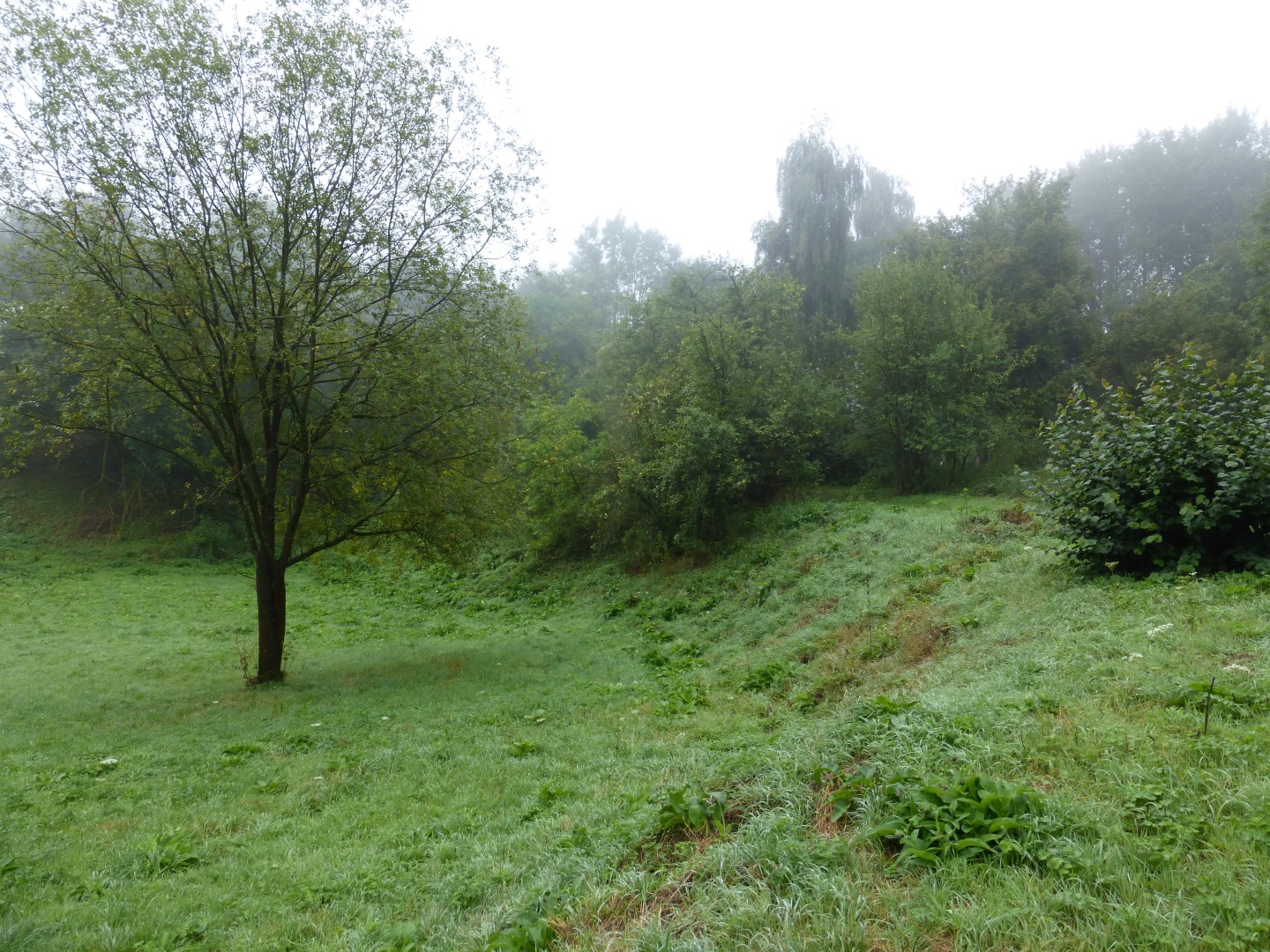
Relict van de zandsteengroeve
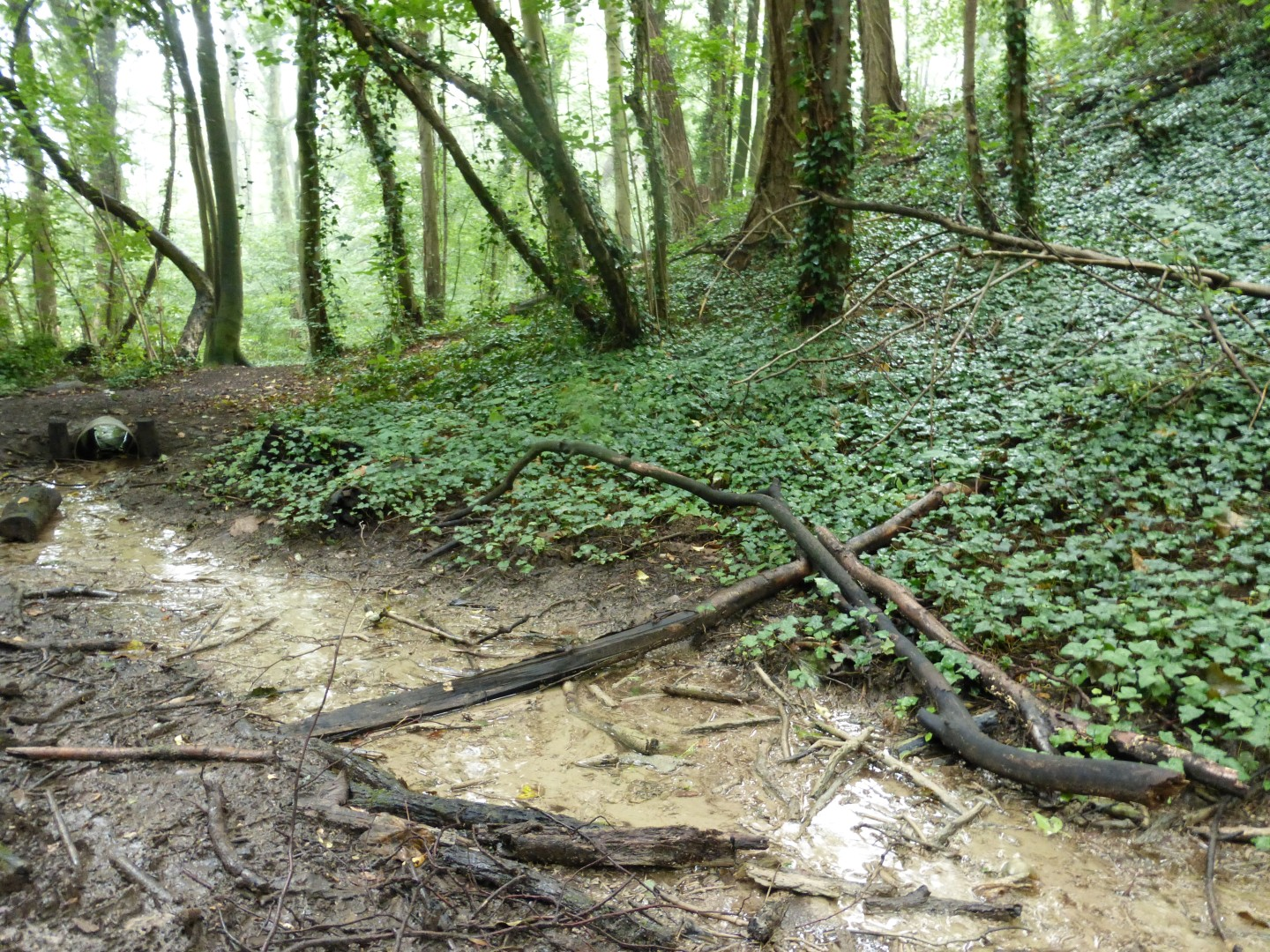
Ravijnbos met kalkrijke bronbeekloop

## Juridisch statuut
- Gewestplan: de centrale beekvallei staat ingekleurd als natuurgebied en natuurgebied met wetenschappelijke waarde. De overige gedeelten kregen als bestemming grotendeels parkgebied.
- In 1995 werd het hele gebied beschermd als landschap.[1]
- In 2001 werden de Wolfsputten erkend als natuurreservaat. De eigendommen van de Vlaamse Gemeenschap en van de gemeente Dilbeek, samen ca. 43 ha, zijn Vlaams natuurreservaat onder beheer van de Agentschap voor Natuur en Bos.
- De Wolfsputten worden Europees beschermd als onderdeel van Natura 2000-gebied 'Hallerbos en nabije boscomplexen met brongebieden en heiden' (habitatrichtlijngebied BE2400009).